# Nova Pinacoteca

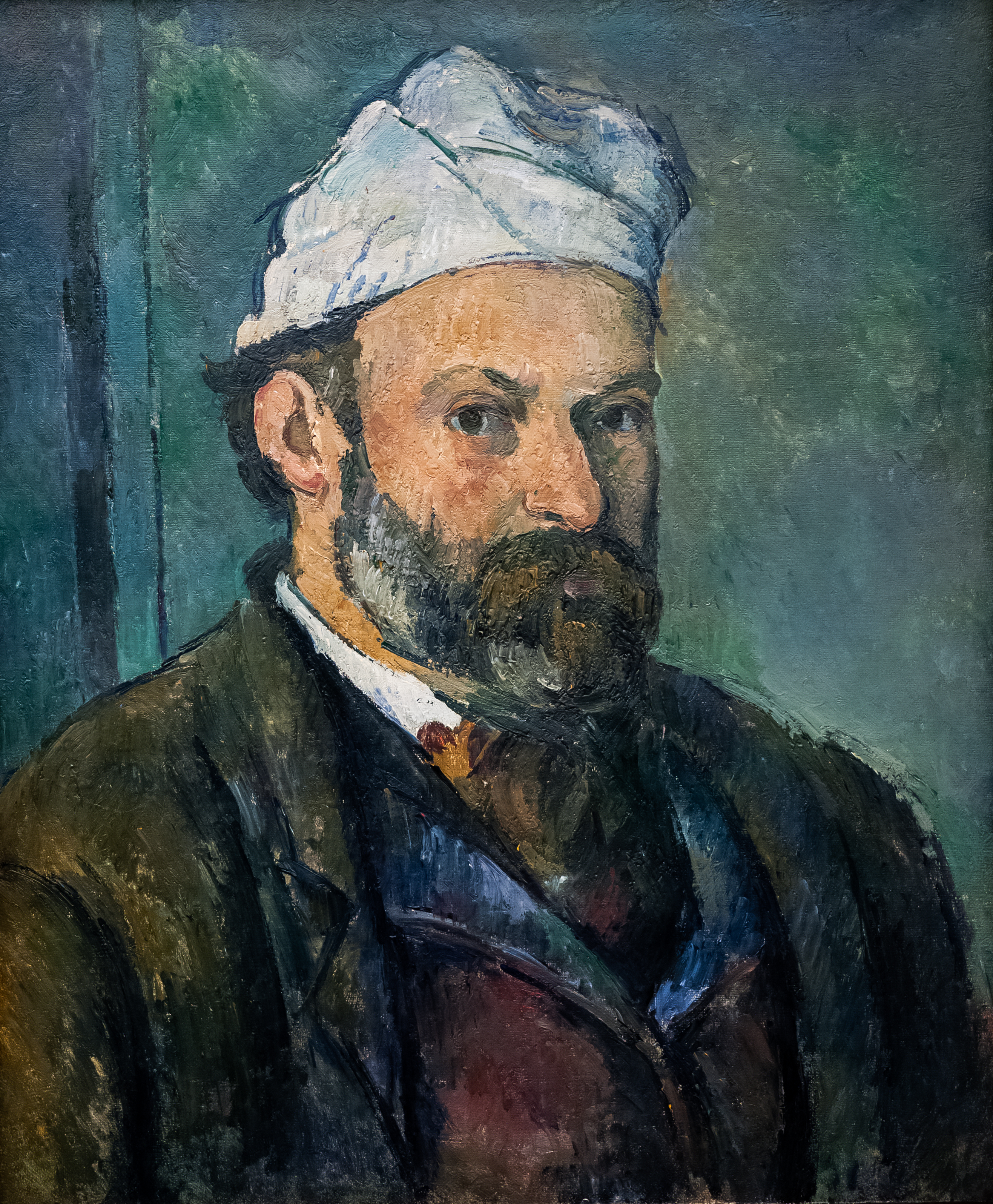
Auto-retrato com turbante branco, Paul Cézanne

A Neue Pinakothek (em português Nova Pinacoteca) é um museu em Munique, Alemanha. Tem colecções  de arte europeia nos séculos XVIII e XIX.

## História
O museu foi fundado pelo rei Ludwig I da Baviera em 1853. Todavia, este iniciou a sua colecção de arte em 1807, quando adquiriu A Madalena Penitente de Heinrich Füger.
Em 1915 o antigo edifício da Nova Pinacoteca tornou-se propriedade do Estado da Baviera, e, com a ascensão ao poder de Ludwig I, a colecção aumentava a cada instante.
Anos mais tarde Ludwig I comprou a colecção de 58 pinturas de Leo von Klenze, que incluiam pinturas de artistas contemporâneos como Carl Rottmann, Franz Ludwig Catel, Georg von Dillis, Julius Schnorr von Carolsfeld, Peter von Hess, entre outros. Cinco anos mais tarde, a 12 de Outubro de 1846, é posta a primeira pedra do antigo edifício. Já com 302 pinturas o museu foi inaugurado em 1853 e aberto ao público.
Com a colecção sempre a crescer, à data da morte de Ludwig, em 1868, o museu contava com 425 obras de pintores, na sua maioria, alemães. Com variadas doações recebidas, em 1909 o museu adquiriu várias obras de Claude Monet, Edouard Vuillard, Paul Cézanne, Gauguin, Manet e Vincent van Gogh.
O edifício original foi então destruído durante a Segunda Grande Guerra, em 1944, por um bombardeamento à cidade. 
Desenhado pelo arquitecto Alexander Freiherr von Branca o novo edifício, que viu a sua primeira pedra a 16 de Julho de 1975, abriu em 1981. Em 2003, a Nova Pinacoteca completou 150 anos de existência e, foi neste mesmo ano, que o museu inaugurou a grande sala de paisagens gregas pintadas por Carl Rottmann.
Hoje é um dos mais importantes museus da Europa.

## Colecção
O museu possui possui uma colecção que se constitui por mais de 3000 obras de arte, entre pinturas e esculturas e desenhos. A rica colecção contém essencialmente obras de pintores europeus. 

Pintura Francesa
- - Do Romantismo ao Realismo

Pequena colecção de notável valor artístico e cultural. Especial atenção para os trabalhos de nomes maiores do romantismo francês.
- Demolição das casas na Pont-au-Change, Hubert Robert
- Clorinda resgatando Olindo e Sophronia, Eugène Delacroix
- Artilharia passando a ravina, Théodore Géricault
- Paisagem perto de Maizières, Gustave Courbet
- Lenhador inserindo uma marca numa árvore, Jean-François Millet
- Anne-Marie-Louise Thélusson, Condessa de Sorcy, Jacques-Louis David
- Mulher depois do balnho, Théodore Chassériau
- Don Quixote, Honoré Daumier

- - O Impressionismo

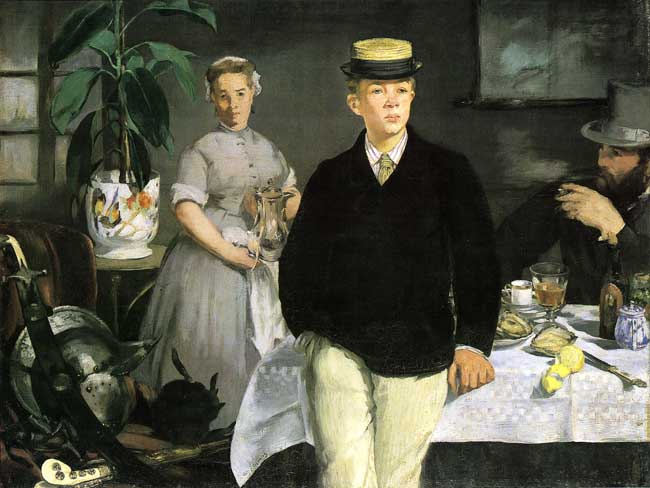
Manet:Pequeno almoço no estúdio

Uma boa compilação de obras da corrente artística do século XIX. Resume muito bem o percurso da mesmo: o início, o auge e o declínio. Da colecção, a obra mais notável é com certeza A ponte sobre o Sena em Argenteuil, do mais conhecido impressionista europeu.
- Retrato de uma jovem senhora, Pierre-Auguste Renoir
- Vista sobre Montmartre, com a Sacre-Coeur em construção, Pierre-Auguste Renoir
- Pequeno-Almoço no estúdio, Edouard Manet
- Monet pintado no seu «barco-estúdio», Edouard Manet
- A ponte sobre o Sena em Argenteuil, Claude Monet
- Nenúfares, Claude Monet
- Mulher passando a ferro, Edgar Degas
- Depois do banho, Edgar Degas
- A rua para Hampton Court, Alfred Sisley

- - O Pós-impressionismo

É neste belo conjunto de obras que se reserva um dos mais conhecidos quadros mais conhecidos do Mundo: Doze girassóis numa jarra. Trabalho maior de Van Gogh, resume as fortes alterações na paleta de cores do artista, assim que passou a viver na pictórica cidade de Arles. Atenção também para os excelentes trabalhos de Gauguin, Edouard Vuillard e Odilon Redon.
- O caminho-de-ferro, Paul Cézanne
- Natureza-morta com cómoda, Paul Cézanne
- Auto-retrato com turbante branco, Paul Cézanne
- A Catedral, Odilon Redon
- O nascimento - Te tamari no atua, Paul Gauguin
- Quatro mulheres bretãs, Paul Gauguin
- Paisagem na Martinica, Paul Gauguin
- Doze girassóis numa jarra, Vincent van Gogh
- Cena de café, Edouard Vuillard

Pintura Espanhola

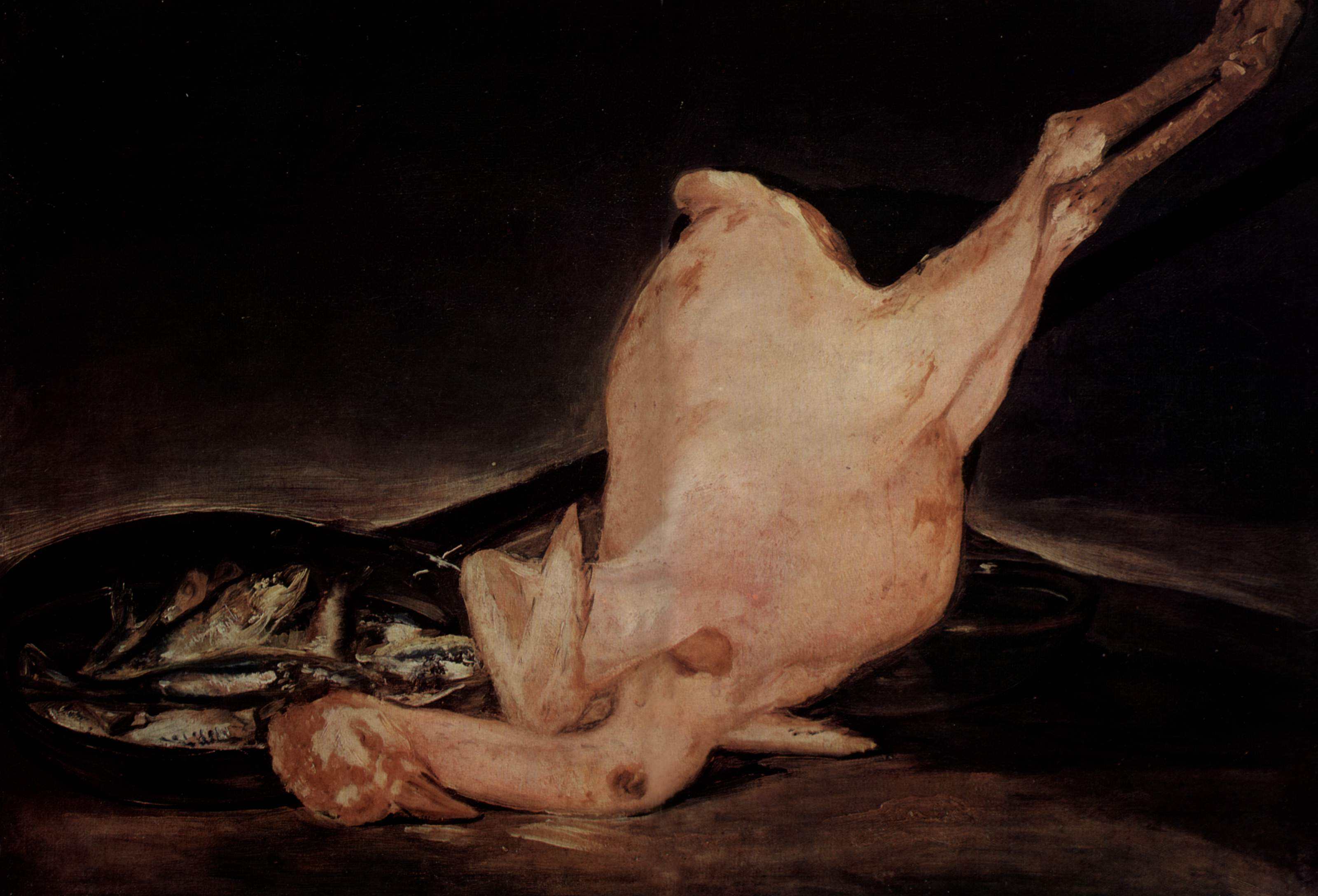
Peru Depenado, Francisco Goya, 1810

- - A passagem do Neoclassicismo para o Romantismo mordaz

Embora mínima esta colecção contém belíssimos trabalhos de Goya e um testemunho único da passagem espanhola do século XVIII para o século XIX.
- Peru depenado, Francisco Goya
- Don José Queraltó, médico do exército espanhol, Francisco Goya
- Marquesa de Caballero, Francisco Goya
- Retrato de D. María Teresa de Borbón y Villabriga, Francisco Goya

Pintura Inglesa

Esta colecção é constituída essencialmente por obras do Barroco e do século XIX e figura entre as maiores fora do Reino Unido e das suas posseções. Especial atenção para os trabalhos de excelência de John Constable, Thomas Gainsborough, Heinrich Reinhold, Joshua Reynolds e George Romney.
- - Do Barroco até ao Neoclassicismo.
- Mistress Thomas Hibbert, Thomas Gainsborough
- Paisagem campestre com pastor e grande rebanho, Thomas Gainsborough
- Richard Mounteney, William Hogarth
- Vista do Vale de Dedham de East Bergholt, John Constable
- Retrato do Capitão Philemon Pownall, Joshua Reynolds
- Os dois filhos do primeiro Conde de Talbot, Thomas Lawrence
- Retrato Catherine Clements, George Romney
- Vista da Syon House na margem direita do Tamisa, perto dos Richmond Gardens, Richard Wilson
- Vista sobre Olevano, Heinrich Reinhold
- Ostende, William Turner

Pintura Alemã

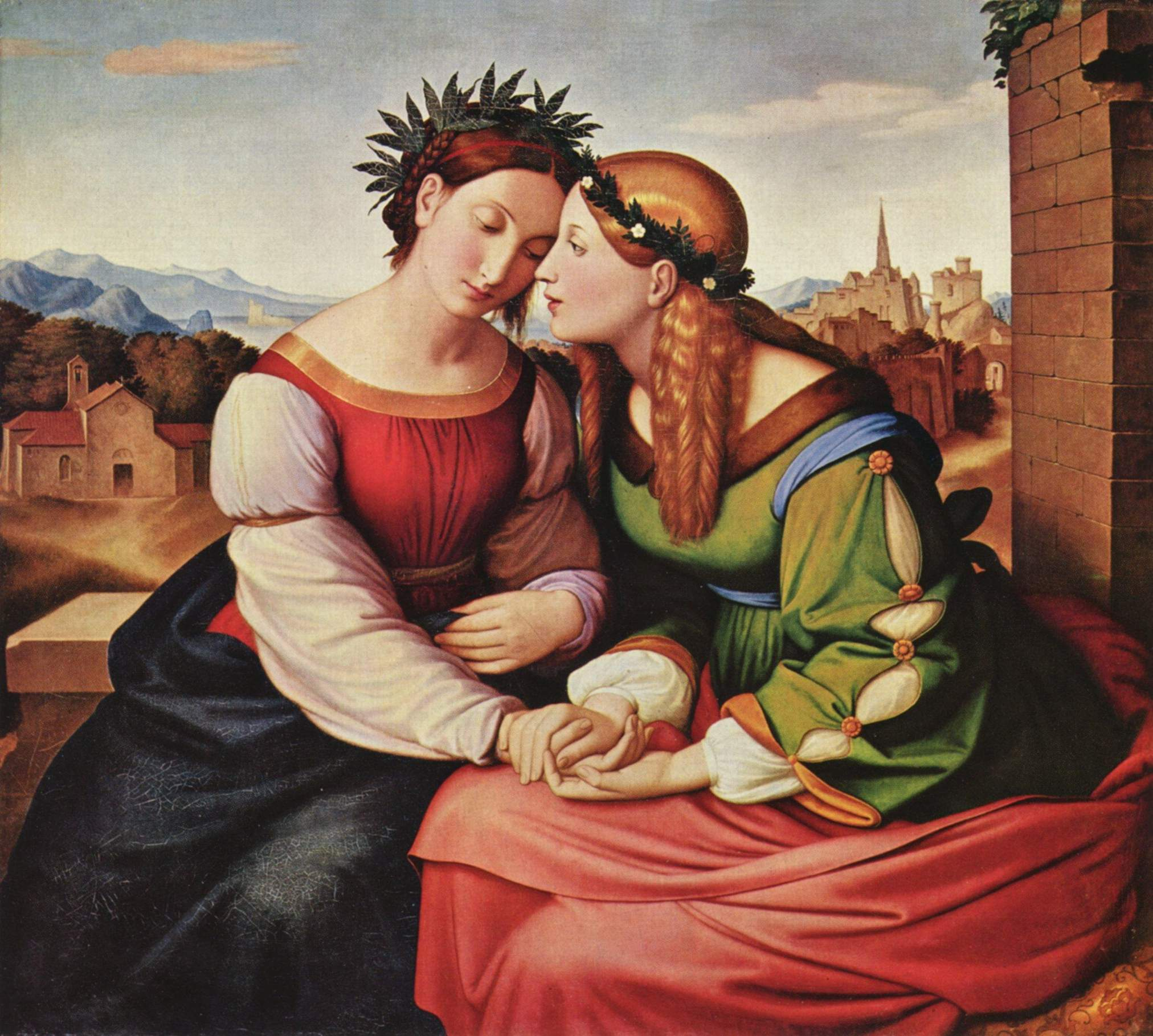
Itália e Germania, Friedrich Overbeck

- - O Neoclassicismo alemão em Roma: a internacionalização da pintura alemã

Esta pequena colecção, porém de grande importância comercial, retrata a passagem dos pintores do oitocento alemão pela cidade de Roma. Aqui foram muito bem sucedidos e incentivaram a internacionalização e o reconhecimento do público, da restante Europa, dos pintores alemães.
- Itália e Germania, Friedrich Overbeck
- Vittoria Caldoni, Friedrich Overbeck
- A Sagrada Família debaixo do Pórtico, Friedrich Wilhelm von Schadow
- Sante Agnès de Roma, Johann von Schraudolph
- As cataratas Schmadribach, Joseph Anton Koch
- Retrato da Marquesa Marianna Florenzi, esposa do Marquês Ettore Florenzi, Heinrich Maria von Hess
- O Rei Ludwig I da Baviera, rodeado de artistas, descendo do Trono a fim de ver os trabalhos destes, Wilhelm von Kaulbach

- - O Romantismo
- Garden Bower, Caspar David Friedrich
- Imponente catedral vista das traseiras, Karl Friedrich Schinkel
- Edifício da Ponte Devil, Carl Blechen

- - Biedermeier
- O pobre poeta, Carl Spitzweg
- Uma sinfonia, Moritz von Schwind
- Jovem camponesa com três crianças na janela, Ferdinand Georg Waldmüller

- - O Impressionismo

Uma colecção digna que forma uma boa passagem do Impressionismo na Alemanha, com trabalhos de Max Liebermann, entre outros.
- Banhistas, Max Liebermann
- O Jardim da Cerveja de Munique, Max Liebermann
- Retrato de Eduard, Conde von Keyserling, Lovis Corinth
- O mau dia de trablaho, Max Slevogt
- Sala com irmão do pintor, Adolph von Menzel

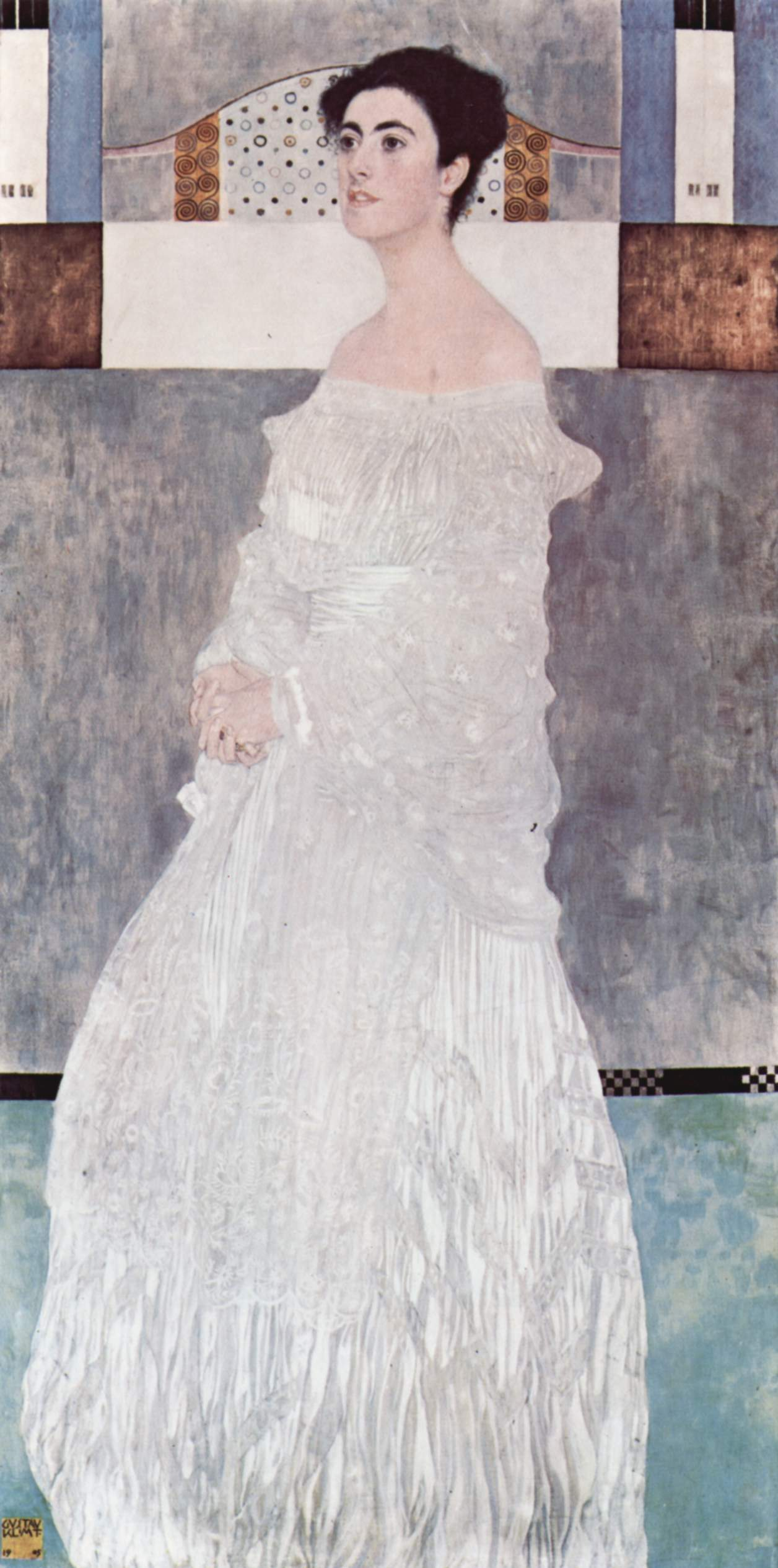
Retrato de Margaret Stonborough-Wittgenstein, Gustav Klimt

A fantástica Art Nouveau e o Expressionismo europeu
- L'aratura, Giovanni Segantini
- Retrato de Margaret Stonborough-Wittgenstein, Gustav Klimt
- Retrato de Margaret Stonborough-Wittgenstein, Paul Signac
- Agonia, Egon Shielle
- Natureza-morta no estúdio, James Ensor
- Le jeune Routy à Céleyran, Henri de Toulouse-Lautrec
- S.Maria della Salute, Maurice Denis
- Mulher com vestido vermelho - Rua em Aasgaardstrand, Edvard Munch
- Retrato de Mulher, Edvard Munch

Escultura

Um óptima conjunto de trabalhos, maioritariamente franceses, com especial atenção para as esculturas de Picasso e Rodin
- Adonis, Bertel Thorvaldsen
- Páris, Antonio Canova
- Mulher atando a sandália, Rudolph Schadow
- Mulher inclinada, Auguste Rodin
- Elsa Asenijeff, Max Klinger
- A Flora (em francês La Flore), Aristide Maillol
- Le Fou, Pablo Picasso

## Selecção de obras
Aqui poder-se-á encontrar uma selecção de quinze obras maiores na Nova Pinacoteca, em Munique.
1*Mistress Thomas Hibbert, Thomas Gainsborough
2*Sante Agnès de Roma, Johann von Schraudolph
3*Páris, Antonio Canova
4*Don José Queraltó, médico do exército espanol, Francisco Goya
5*Marquesa de Caballero, Francisco Goya
6*Vista sobre Montmartre, com a Sacre-Coeur em construção, Pierre-Auguste Renoir
7*Nenúfares, Claude Monet
8*Quatro mulheres bretãs, Paul Gauguin
9*Retrato de Mulher, Edvard Munch
10*Banhistas, Max Lieberman
11*Clorinda resgatando Olindo e Sophronia, Eugène Delacroix
12*Ostende, Joseph Mallord William Turner
13*Don Quixote, Honoré Daumier
14*Demolição das casas na Pont-au-Change, Hubert Robert
15*Vittoria Caldoni, Friedrich Overbeck

## Galeria

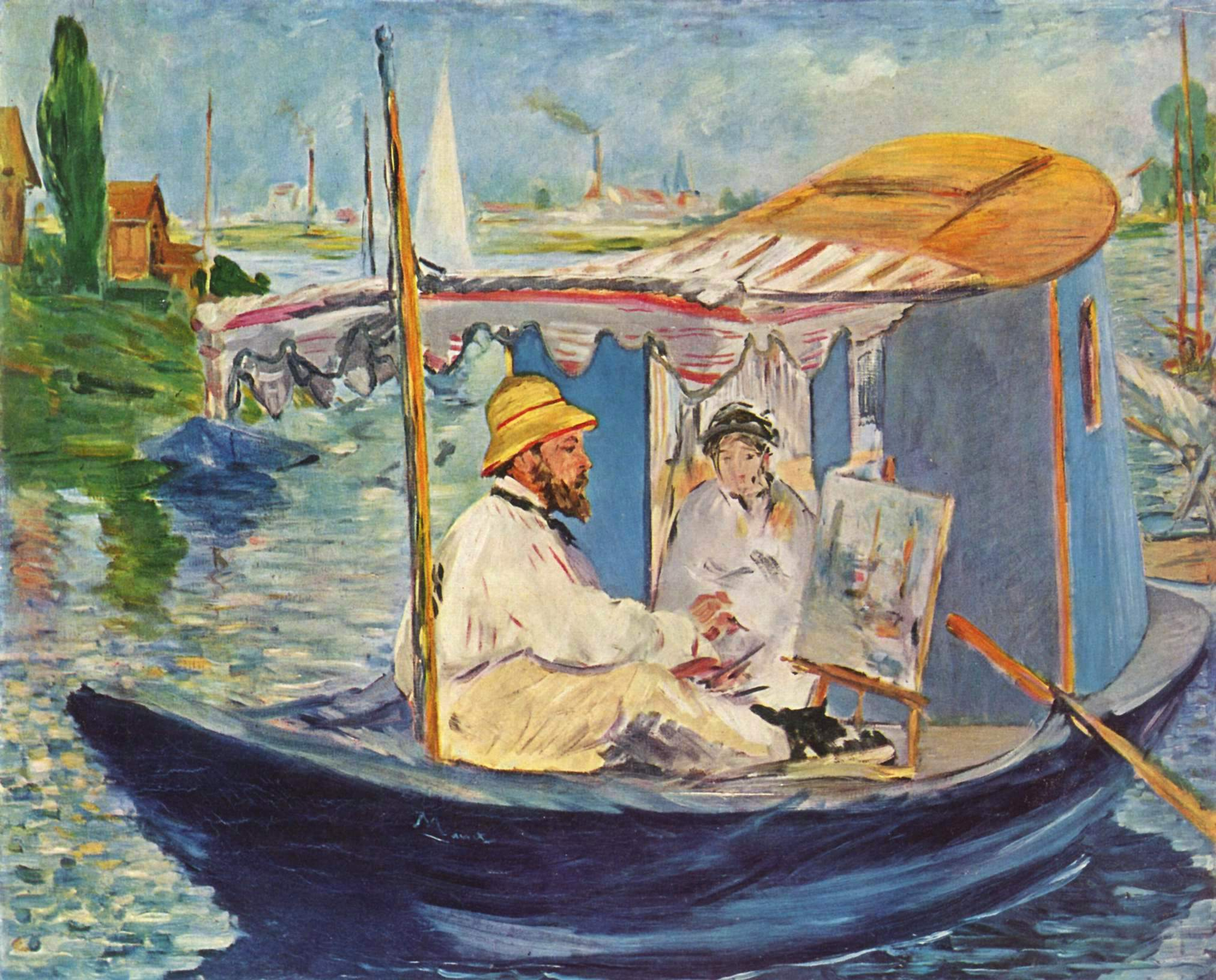
Monet no seu atelier, Edouard Manet
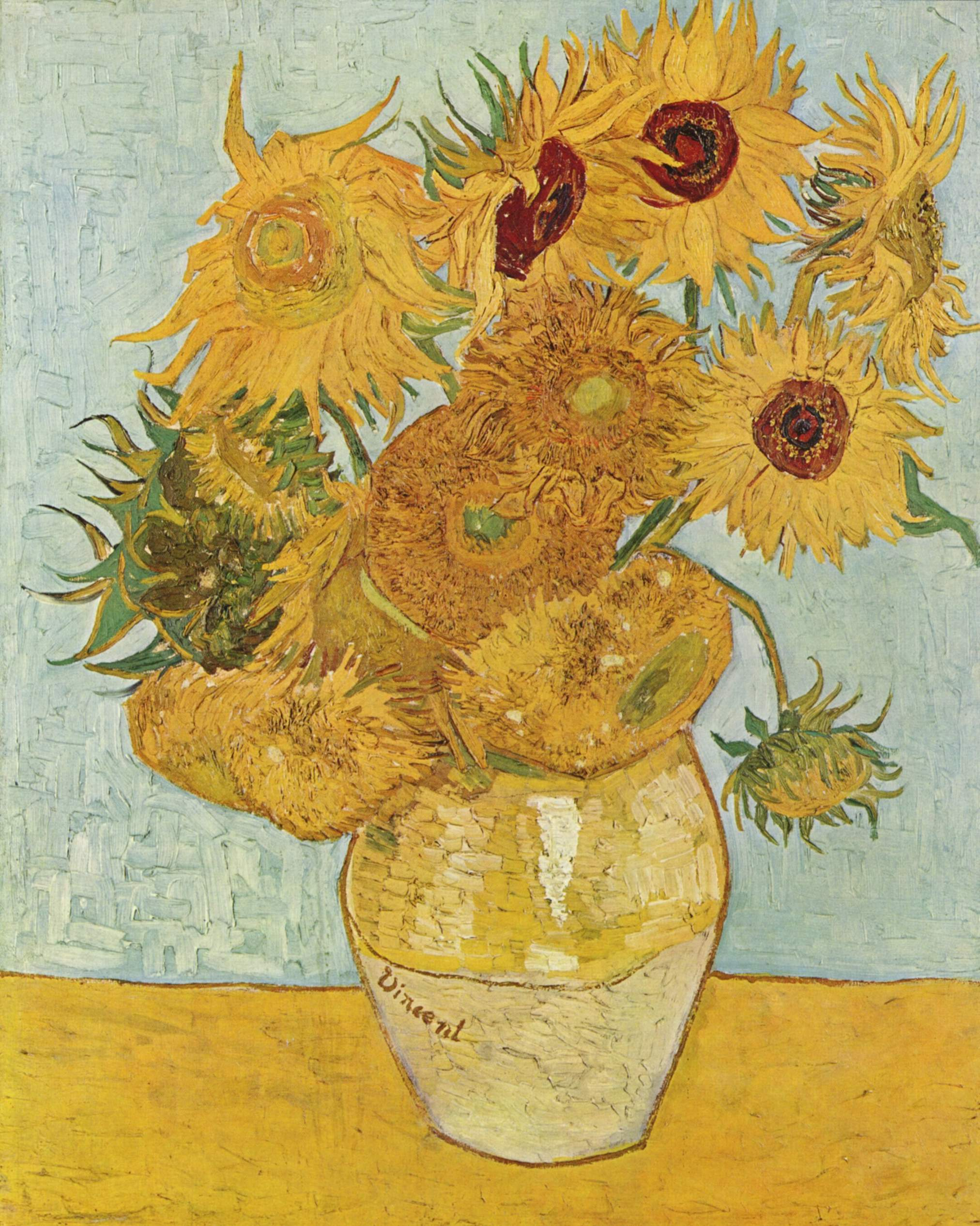
Doze girassóis numa jarra, Vincent van Gogh
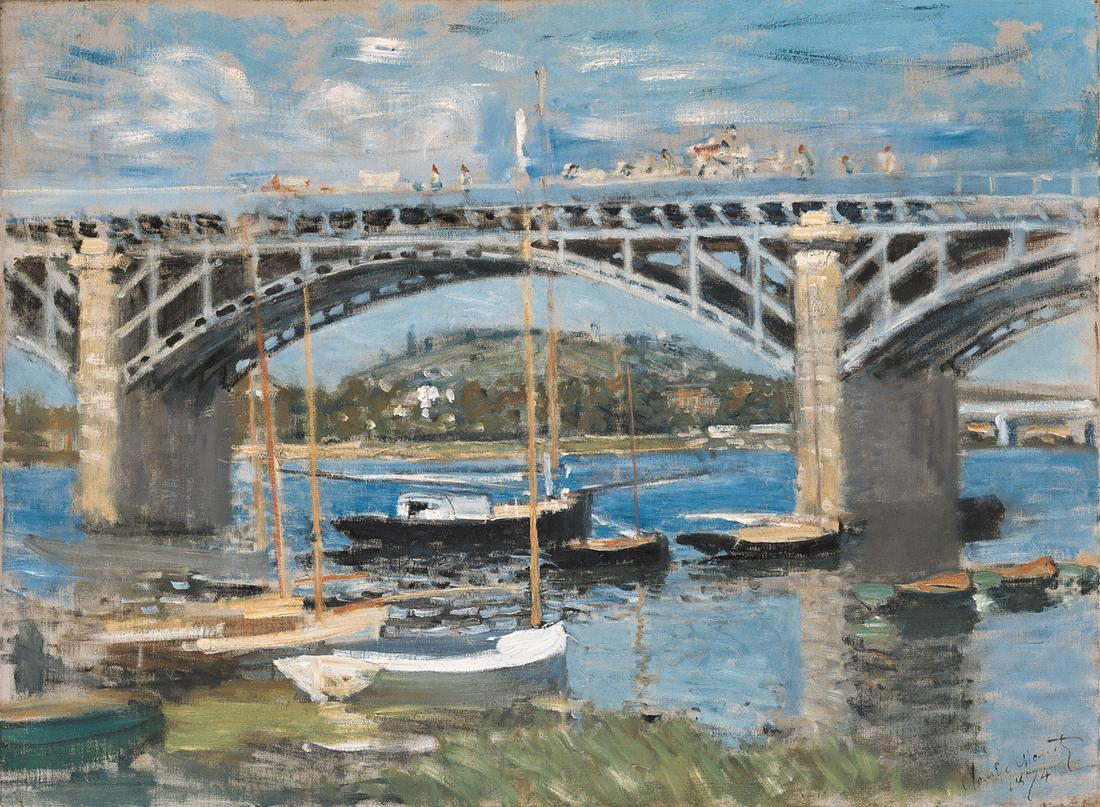
A ponte sobre o Sena em Argenteuil, Claude Monet
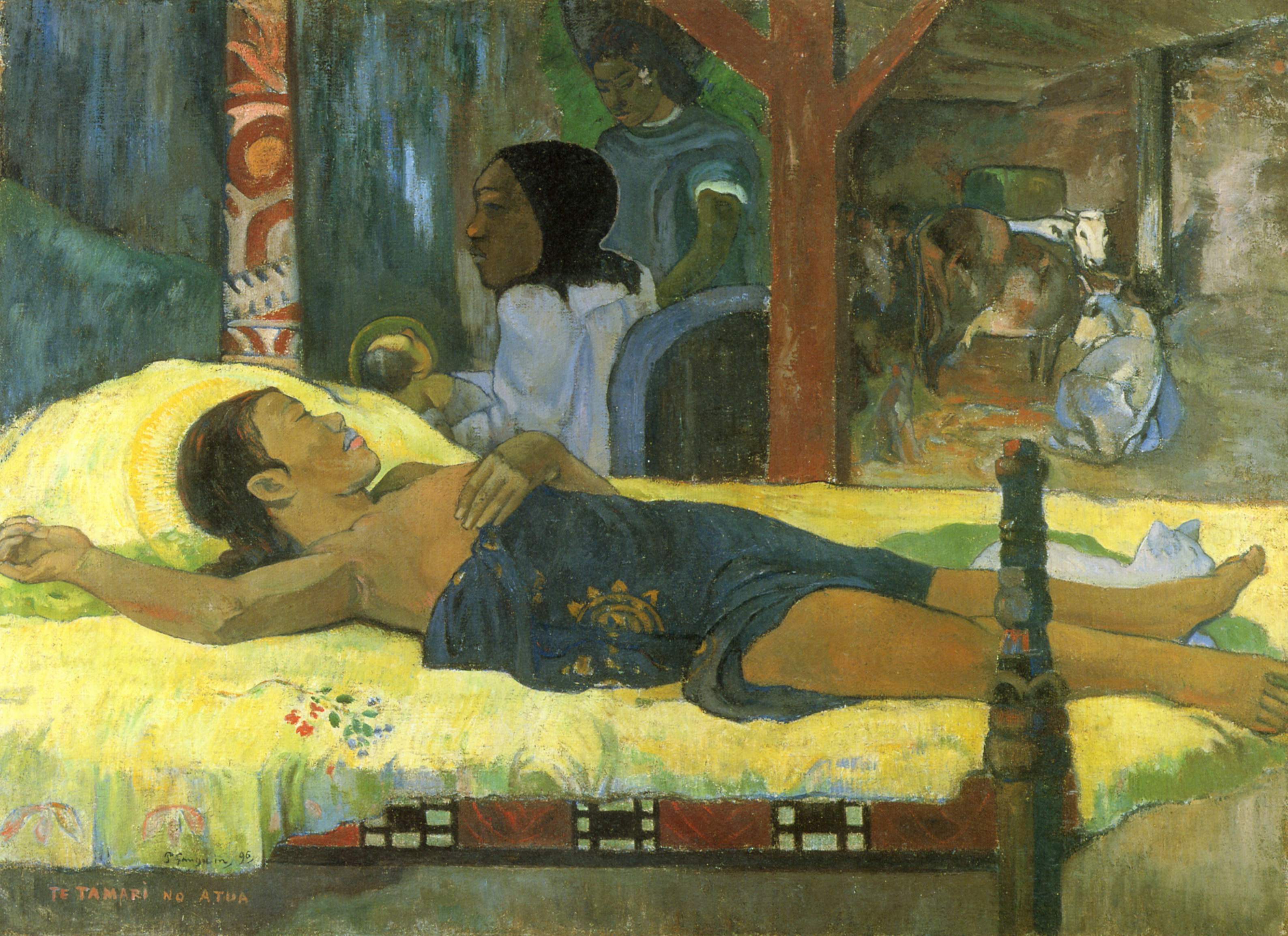
O Nascimento - Te tamari no atua, Paul Gauguin